# Klaus Manchen
Klaus-Joachim Manchen (* 1. Dezember 1936 in Breslau; † 27. September 2024 in Hoppegarten) war ein deutscher Schauspieler und Hörspielsprecher.

## Leben
Klaus Manchen absolvierte von 1961 bis 1964 seine Schauspielausbildung an der Staatlichen Schauspielschule Berlin-Niederschöneweide. Daraufhin arbeitete er von 1964 bis 1965 an der Vereinigung von Volksbühne und Maxim-Gorki-Theater. Nach Auflösung des Zusammenschlusses entschied er sich für das Maxim-Gorki-Theater und war dort von 1965 bis 2002 als festes Ensemblemitglied engagiert.
Ab 1965 stand Manchen auch für Film und Fernsehen vor der Kamera. Sein Debüt gab er unter der Regie von Hugo Hermann in dem Fernsehfilm Die andere Front. Es folgten in der Anna-Seghers-Romanverfilmung Die Toten bleiben jung und 1969 in Konrad Wolfs Ich war neunzehn Nebenrollen auf der Kinoleinwand. 1972 spielte er an der Seite von Barbara Dittus in dem Liebesfilm Der Dritte den gebundenen Freund einer jungen Frau. In dem DEFA-Indianerfilm Der Scout gab er als Sergeant Anderson den Gegenspieler des von Gojko Mitić verkörperten Indianerhäuptlings „Weiße Feder“. Über einen Zeitraum von fast 50 Jahren war Manchen oftmals in der Krimireihe Polizeiruf 110, in der er unter anderem eine Gastrolle in dem ersten Fall Der Fall Lisa Murnau sowie 2012 in der Folge Die Gurkenkönigin des Polizeihauptmeisters Horst Krause übernahm, zu sehen. Von 2010 bis zu seinem Serientod im Jahr 2020 hatte er eine feste wiederkehrende Nebenrolle als Veit Bukow, dem Vater des von Charly Hübner gespielten Kommissars Alexander Bukow in den vom NDR produzierten Fällen der Kommissare Bukow und König aus Rostock. In der ARD-Fernsehserie Die Stein war er von 2008 bis 2011 an der Seite von Annekathrin Bürger als Vater der von Julia Stemberger und Katja Studt dargestellten Lehrerinnen Katja Stein und Karola König in einer durchgehenden Serienhauptrolle zu sehen. Darüber hinaus übernahm er auch Gastrollen in zahlreichen Krimiserien, wie beispielsweise in Großstadtrevier, SOKO München, Der Alte und SOKO Leipzig. Manchen wirkte als Schauspieler vor der Kamera von 1965 bis zum Jahr 2020 in über 130 Film-und-Fernsehproduktionen mit.
Ab 1968 betätigte er sich neben seinen Arbeiten auf der Bühne und vor der Kamera auch als Hörspielsprecher in über 420 Produktionen. Zunächst arbeitete er für den staatlichen Rundfunk der DDR (u. a. Neumann, zweimal klingeln), später im wiedervereinigten Deutschland war er in mehreren Produktionen für Deutschlandradio Kultur zu hören.

### Privates
Manchen war in erster Ehe mit der Schauspielerin Christine Schorn, die er während des Schauspielstudiums kennengelernt hatte, verheiratet. Die Ehe blieb kinderlos. Manchen lebte mit seiner rund zwanzig Jahre jüngeren zweiten Ehefrau Karola im brandenburgischen Dahlwitz-Hoppegarten. Neben seiner Muttersprache Deutsch sprach er auch Russisch und Englisch. Er starb am 27. September 2024 im Alter von 87 Jahren im Ortsteil Dahlwitz-Hoppegarten der Gemeinde Hoppegarten.

## Auszeichnungen
- 1969: Kritikerpreis der Berliner Zeitung
- 1975: Silberner Lorbeer des Fernsehens der DDR
- 1979: Kunstpreis der DDR
- 1992: Silberne Antenne als bester männlicher Schauspieler für die Rolle des Schlomo Herzl in Mein Kampf von George Tabori

## Filmografie (Auswahl)
- 1965: Die andere Front
- 1968: Die Toten bleiben jung
- 1969: Ich war neunzehn
- 1969: Zeit ist Glück
- 1970: Netzwerk
- 1971: Polizeiruf 110: Der Fall Lisa Murnau
- 1972: Der Dritte
- 1972: Schwarzer Zwieback
- 1972: Polizeiruf 110: Der Tote im Fließ
- 1973: Erziehung vor Verdun
- 1974: Die eigene Haut
- 1974: Bunnebacke
- 1974: Der nackte Mann auf dem Sportplatz
- 1975: Lotte in Weimar
- 1975: Karlemanns Brücke
- 1975: Der arme Reiche, Hubert B.
- 1975: Broddi (Dreiteiler)
- 1978: Ein Sonntagskind, das manchmal spinnt
- 1979: Lachtauben weinen nicht
- 1979: Schatzsucher
- 1979: Nicki
- 1979: Die lange Straße (Fünfteiler)
- 1979: Plantagenstraße 19
- 1982: Das große Abenteuer des Kaspar Schmeck
- 1982: Der lange Ritt zur Schule
- 1983: Der Scout
- 1983: Die lieben Luder
- 1984: Drei Schwestern
- 1984: Ich liebe Victor
- 1984: Bockshorn
- 1984: Wo andere schweigen
- 1985: Ab heute erwachsen
- 1985: Flug des Falken
- 1986: Pelle, der Eroberer
- 1986: Startfieber
- 1988: Jeder träumt von einem Pferd
- 1989: Grüne Hochzeit
- 1989: Der Bruch
- 1989: Die Spur führt zum Silbersee (Stimme)
- 1990: Die Übergangsgesellschaft
- 1990: König Phantasios
- 1991: Letzte Liebe
- 1991: Das Licht der Liebe
- 1992: Miraculi
- 1994: Der Blaue
- 1994: Imken, Anna und Maria oder Besuch aus der Zone (Dreiteiler)
- 1994: Polizeiruf 110: Keine Liebe, kein Leben
- 1997: Gesches Gift
- 1998: Tatort: Ein Hauch von Hollywood
- 1999: Aimée & Jaguar
- 2000: Zoom – It’s Always About Getting Closer
- 2000: Die Polizistin
- 2000: Deutschlandspiel
- 2003: Aus Liebe zu Deutschland – Eine Spendenaffäre
- 2003: Tatort: Rosenholz
- 2004: Die Stunde der Offiziere
- 2004: Tatort: Große Liebe
- 2004: Das Apfelbaumhaus
- 2004: Tatort: Der vierte Mann
- 2006: Tierärztin Dr. Mertens (Folge Abschied von einem Freund)
- 2006: Der Rote Kakadu
- 2006: Neger, Neger, Schornsteinfeger!
- 2006: Tatort: Sonnenfinsternis
- 2006: Neun Szenen
- 2006: Winterreise
- 2006: Maria am Wasser
- 2006: Wo ist Fred?
- 2008: In aller Freundschaft (Fernsehserie, Folge 391: Sex, Drugs und Rock ’n’ Roll)
- 2008–2011: Die Stein (26 Folgen)
- 2009: Die Liebe der Kinder
- 2010: Tatort: Absturz
- 2010: Boxhagener Platz
- 2010: Carlotta und die Wolke
- 2010: Der Alte – Folge 350: Teufel in Weiß
- ab 2010: Polizeiruf 110 aus Rostock:
  - 2010: Einer von uns sowie Feindbild
  - 2013: Fischerkrieg
  - 2015: Wendemanöver (Doppelfolge)
  - 2017: In Flammen
  - 2018: Für Janina
  - 2019: Kindeswohl
  - 2020: Der Tag wird kommen
- 2011: Mein bester Feind
- 2011: Tatort: Borowski und die Frau am Fenster
- 2011: Kriegerin
- 2012: Willkommen in Kölleda
- 2012: Polizeiruf 110: Die Gurkenkönigin
- 2013: Willkommen bei Habib
- 2013: Schwestern
- 2016: Tatort: Rebecca
- 2016: Die Spezialisten – Im Namen der Opfer (Folge Die Mädchen aus Ost-Berlin)

## Theater
- 1964: William Shakespeare: Romeo und Julia (Romeo) – Regie: Fritz Bornemann (Volksbühne Berlin)
- 1965: Brendan Behan: Die Geisel (Leslie) – Regie: Horst Schönemann (Maxim Gorki Theater Berlin)
- 1968: Seán O’Casey: Der Stern wird rot (Brannigan) – Regie: Kurt Veth (Maxim-Gorki-Theater Berlin)
- 1969: Michail Schatrow: Bolschewiki (Parteisekretär von Moskau) – Regie: Fritz Bornemann (Maxim-Gorki-Theater Berlin)
- 1970: Klaus Wolf: Lagerfeuer (Herr Kramer, Chemiker) – Regie: Achim Hübner/Fritz Bornemann (Maxim-Gorki-Theater Berlin)
- 1971: Jewgeni Schwarz: Der Schatten (Schatten) – Regie: Fritz Bornemann (Maxim-Gorki-Theater Berlin)
- 1974: Michail Schatrow: Das Wetter für morgen (Archangelski) – Regie: Albert Hetterle (Maxim-Gorki-Theater Berlin)
- 1975: Maxim Gorki: Die Letzten (Kolomizews Sohn Alexander) – Regie: Wolfgang Heinz (Maxim-Gorki-Theater Berlin)

## Hörspiele und Features
- 1968: Emmanuel Roblès: Männerarbeit (Rafael) – Regie: Edgar Kaufmann (Hörspiel – Rundfunk der DDR)
- 1968: Nikolai Dubow: Der Junge am Meer (Shorka) – Regie: Manfred Täubert (Kinderhörspiel – Rundfunk der DDR)
- 1969: Ralph Knebel: Rücksicht auf einen Brigadier (Kurt) – Regie: Edgar Kaufmann (Hörspiel – Rundfunk der DDR)
- 1969: Emmanuel Roblès/Philippe Derrez: Männerarbeit (Rafael) – Regie: Edgar Kaufmann (Hörspiel – Rundfunk der DDR)
- 1970: Michail Schatrow: Der sechste Juli (Gorbunow) – Regie: Helmut Hellstorff (Hörspiel – Rundfunk der DDR)
- 1973: Paul Everac: Die Mitgift (Cavrilescu) – Regie: Helmut Hellstorff (Hörspiel – Rundfunk der DDR)
- 1973: Johann Wolfgang von Goethe: Geschichte des Götz von Berlichingen mit der eisernen Hand (Lerse) – Regie: Werner Grunow (Hörspiel – Rundfunk der DDR)
- 1976: Heinrich von Kleist: Michael Kohlhaas (Herse) – Regie: Hans-Dieter Meves (Hörspiel – Rundfunk der DDR)
- 1976: Raymond Chandler: Gefahr ist mein Geschäft (Nicki) – Regie: Werner Grunow (Kriminalhörspiel – Rundfunk der DDR)
- 1978: Helmut Bez: Jutta oder die Kinder von Damutz (ABV) – Regie: Fritz Göhler (Hörspiel – Rundfunk der DDR)
- 1979: Joachim Goll: Der Hund von Rackerswill (Wachtmeister) – Regie: Werner Grunow (Hörspiel – Rundfunk der DDR)
- 1980: Walter Püschel: Das Schulschwein – Regie: Maritta Hübner (Kinderhörspiel – Rundfunk der DDR)
- 1980: Alfred Matusche: An beiden Ufern (Max) – Regie: Peter Groeger (Hörspiel – Rundfunk der DDR)
- 1980: Fritz Rudolf Fries: Der fliegende Mann – Regie: Horst Liepach (Biographie – Rundfunk der DDR)
- 1982: Johann Wolfgang von Goethe: Die neue Melusine (Kutscher) – Regie: Petra Wellner (Kinderhörspiel – Rundfunk der DDR)
- 1982: Peter Hacks: Das Turmverlies – Geschichten von Henriette und Onkel Titus (Hut) – Regie: Fritz Göhler (Kinderhörspiel – Litera)
- 1982: Albert Wendt: Der Sauwetterwind (Sauwetterwind) – Regie: Christa Kowalski (Kinderhörspiel – Rundfunk der DDR; Übernahme durch Litera, 1985)
- 1984: Bertolt Brecht: Furcht und Elend des Dritten Reiches – Regie: Achim Scholz (Hörspiel – Rundfunk der DDR)
- 1984: Brüder Grimm: Der Teufel mit den drei goldenen Haaren (1. Räuber) – Regie: Maritta Hübner (Kinderhörspiel – Litera)
- 1986: Călin Gruia: Das Märchen vom König Florin – Regie: Norbert Speer (Hörspielbearbeitung, Kinderhörspiel – Rundfunk der DDR)
- 1987: Lothar Günther: Großer Bahnhof – Regie: Achim Scholz (Hörspielkomödie – Rundfunk der DDR)
- 1987: Maraike Böhm: Holzkrawatte – Regie: Karlheinz Liefers (Kinderhörspiel – Rundfunk der DDR)
- 1987: Russisches Volksmärchen: Auf des Hechtes Geheiß (Zar) – Regie: Rüdiger Zeige (Kinderhörspiel – Rundfunk der DDR)
- 1987: Michail Bulgakow: Die letzten Tage (Bogomasow) – Regie: Ingeborg Medschinski (Hörspiel – Rundfunk der DDR)
- 1988: Stephan Göritz: Schluß der Vorstellung (Inspektor Duteil) – Regie: Bert Bredemeyer (Kriminalhörspiel – Rundfunk der DDR)
- 1988: Hans Christian Andersen: Der kleine und der große Klaus (Bauer) – Regie: Werner Buhss (Kinderhörspiel – Litera)
- 1989: Adelbert von Chamisso: Peter Schlemihl oder die Reise nach Varna – Regie: Karlheinz Liefers (Fantasy, Märchen für Erwachsene – Rundfunk der DDR)
- 1989: Franz von Pocci: Die Zaubergeige (Kasperl) – Regie: Norbert Speer (Kinderhörspiel – Rundfunk der DDR)
- 1989: Gerhard Rentzsch: Szenen vom Lande – Regie: Karlheinz Liefers (Hörspielreihe: Augenblickchen Nr. 1 – Rundfunk der DDR)
- 1989: Vijay Tendulkar: Der leere Stuhl der Miss Shaku Dalvi (Deshpandi) – Regie: Beate Rosch (Hörspiel – Rundfunk der DDR)
- 1991: Holger Teschke: Der Schatzhüter im Burgwall – Regie: Gerda Zschiedrich (Kinderhörspiel – Funkhaus Berlin)
- 1991: Gerhard Rentzsch: Szenen aus deutschen Landen, eingeleitet und mit Zwischenberichten versehen über die Reise eines Mannes mit Pappkarton – Regie: Walter Niklaus (Hörspielreihe: Augenblickchen Nr. 4 – DS Kultur/BR)
- 1993: Friedrich Wolf: Die Geschichte von Pit Pikus, dem Specht, und der Möwe Leila (Vater Pikus) – Regie: Werner Buhss (Kinderhörspiel – DS Kultur)
- 1994: Wolfgang Pönisch: Wie immer (Fest- und Trauerredner) – Regie: Werner Buhss (Hörspiel – ORB)
- 1995: Xenija Dragunskaja: Oktoberland (Scherenschleifer) – Regie: Beate Rosch/Siegfried Pfaff (Hörspiel – ORB)
- 1997: Ilona Jeismann/Peter Avar: Die graue staubige Straße (Josef Stalin) – Regie: Ilona Jeismann (Biographie – SFB)
- 1998: Michail Bulgakow: Der Meister und Margarita – Regie: Petra Meyenburg (Hörspiel (30 Teile) – MDR)
- 1999: Isaak Babel: Die Reiterarmee (Chlebnikow) – Regie: Joachim Staritz (Hörspiel (3 Teile) – MDR/DLR)
- 2002: Samuel Shem: House of God – Regie: Norbert Schaeffer (Hörspiel – MDR)
- 2003: Dick Francis: Zügellos – Regie: Klaus Zippel, (MDR/SWR) Musik: Pierre Oser, 1 CD, Der Audio Verlag, Berlin 2003, ISBN 3-89813-266-8.
- 2003: Dylan Thomas: Unter dem Milchwald (Utah Watkins) – Regie: Götz Fritsch (Hörspiel – MDR)
- 2003: Stefan Amzoll: Putze Polina – Regie: Wolfgang Rindfleisch (Hörspiel – DLR)
- 2004: Emil Kort: Einfach losfahr’n – Regie: Sabine Ranzinger (MDR)
- 2004: Holger Siemann Mordspiel (Höppner) – Regie: Christa Kowalski (Kriminalhörspiel – RBB)
- 2005: Tom Peuckert: Patriarchendämmerung – Regie: Andrea Getto (Hörspiel – RBB)
- 2006: Tom Peukert: Der fünf Minuten Klassiker – Regie: Beate Rosch (Hörspiel (Teil 9) – RBB)
- 2008: Maraike Wittbrodt: Glücksbrief – Regie: Beatrix Ackers (Kinderhörspiel – DKultur)
- 2009: Volker Braun: Machwerk – Bearbeitung und Regie: Barbara Plensat (Hörspiel – RBB)
- 2009: Lorenz Schröter: Armut ist Diebstahl – Regie: Nikolai von Koslowski (Feature – WDR)
- 2009: Jörg-Michael Koerbl: Kosemund – Regie: Wolfgang Rindfleisch (Hörspiel – DKultur)
- 2012: Holger Teschke: Eulenspiegel, der Seeräuber – Regie: Wolfgang Rindfleisch (Kinderhörspiel – DKultur)
- 2012: Mario Salazar: Alles Gold was glänzt – Regie: Robert Schoen (Hörspiel – DKultur)
- 2013: Gerd Roland Stiepel: Abschiedsgeschenk – Regie: Christoph Dietrich (Hörspiel – NDR)
- 2013: Ricarda Bethke: Wer geht zuerst – Regie: Steffen Moratz (Hörspiel – DKultur)